# Lill-Örutjärnen
Lill-Örutjärnen är en sjö i Skellefteå kommun i Västerbotten och ingår i Skellefteälven-Bureälvens kustområde.